# Partidul Național Agrar
Partidul Național Agrar a fost un partid de extremă-dreapta în România interbelică.

## Istoric
Partidul Național Agrar a fost întemeiat la 10 aprilie 1932 de către Octavian Goga, prin desprindere din Partidul Poporului al mareșalului Averescu. Partidul Național Agrar nu a reușit să se afirme în viața politică românească în cei trei ani ai existenței sale. La 14 iulie 1935, prin fuziunea cu Liga Apărării Naționale Creștine a lui A.C.Cuza și formarea Partidului Național Creștin, P.N.A. și-a încheiat existența.